# Amata democles
Amata democles är en fjärilsart som beskrevs av William Schaus 1928. Amata democles ingår i släktet Amata och familjen björnspinnare. Inga underarter finns listade i Catalogue of Life.